# Nervfeber
Nervfeber var fram till 1800-talets mitt ett begrepp för sjukdomar som inte hade något annat kännetecken än att de orsakade allvarlig trötthet, dåsighet och omtöckning ofta med dödlig utgång. Under första halvan av 1800-talet hade de kliniskdiagnostiska kunskaperna utvecklats så läkare kunde skilja mellan olika nervfeberformer som var av olika svårighetsgrad och hade olika prognos. De allvarligaste var de rickettsiaorsakade fläckfebrarna, som behöll benämningen tyfus med fläcktyfus som den svåraste, medan de något lindrigare som senare visade sig orsakas av salmonellabakterier kom att benämnas tyfoider (tyfusliknande) som sjukdomarna tyfoid och paratyfoid.